# Tierra Whack
Tierra Whack, pseudonimo di Tierra Helena Whack (Chicago, 11 agosto 1995), è una rapper e cantautrice statunitense.

## Biografia
Da bambina, Tierra Whack aveva un carattere introverso e scriveva per gestire le sue insicurezze. Alle scuole superiori, dove era una dei pochi studenti neri in una classe  prevalentemente bianca, con una certa difficoltà, si è esibita con il numero finale di Sister Act 2 - Più svitata che mai, esibizione nella quale ha eseguito una strofa rap. A quindici anni, con il nome di Dizzle Dizz, è apparsa in un video freestyle prodotto dal collettivo di musica underground di Filadelfia We Run the Streets. Si è poi trasferita ad Atlanta, dove ha iniziato a registrare musica.
È in seguito tornata a Filadelfia, lasciando la sua famiglia ad Atlanta: durante questo periodo è rimasta senza casa per tre mesi, dormendo nelle abitazioni dei suoi amici ma rifiutandosi di tornare dai suoi parenti in quanto pensava che la città avrebbe segnato un progresso per la sua carriera musicale. Nel 2015 ha rincontrato il produttore e amico di vecchia data Kenete Simms, che l'ha istruita maggiormente nella produzione delle canzoni.
Nel 2017 ha firmato un contratto discografico con la Interscope Records, iniziando a pubblicare brani come Toe Jam, Shit Happens e Mumbo Jumbo, il cui testo è stato reso volutamente incomprensibile.
La rapper ha reso disponibile il suo album di debutto Whack World il 30 maggio 2018. I critici musicali ne hanno elogiato il formato insolito; ogni brano infatti dura circa 1 minuto ciascuno ed ognuno è stato accompagnato da un cortometraggio da lei diffuso sul social Instagram, diretti da Thibaut Duverneix e Mathieu Léger. Mumbo Jumbo ha ricevuto una candidatura per il miglior video musicale ai Grammy Awards 2019. Nel 2018 ha partecipato al tour di 6lack From East Atlanta with Love.
A partire dal febbraio 2019, Whack ha pubblicato un singolo per cinque settimane consecutive: Only Child, Clones, Gloria, Wasteland e Unemployed. Nello stesso anno è stata inclusa nella Freshman Class della rivista XXL ed è apparsa in molti festival musicali tra cui Coachella, Primavera Sound, Lollapalooza, Outside Lands, Osheaga e Austin City Limits. Nel febbraio 2020 ha collaborato nel singolo di Melanie Martinez Copy Cat.
Nel 2019 prende parte al progetto The Lion King: The Gift prodotto da Beyoncé con la canzone My Power. Nell'estate 2020 esce Black Is King, film ispirato alle canzoni dell'album.

## Discografia

### Album in studio
- 2018 – Whack World
- 2024 - WORLD WIDE WHACK

### Singoli

#### Come artista principale
- 2017 – Toe Jam
- 2017 – Child Please
- 2017 – Shit Happens
- 2017 – Mumbo Jumbo
- 2019 – Only Child
- 2019 – Clones
- 2019 – Gloria
- 2019 – Wasteland
- 2019 – Unemployed

#### Come artista ospite
- 2018 – Pull Up on You (Temi Oni feat. Tierra Whack)
- 2019 – Salad (Kbn Kbnlondon feat. Tierra Whack)
- 2020 – Copy Cat (Melanie Martinez feat. Tierra Whack)
- 2020 - Me x 7 (Alicia Keys  Feat. Tierra Whack)